# 馬陳圖
馬陳圖（1470年—？），字羲卿，浙江湖州府乌程县人，安吉縣民籍，明朝政治人物。

## 生平
弘治十四年（1501年）辛酉科應天府鄉試第九名舉人。弘治十八年（1505年）中式乙丑科會試第四十四名，二甲第八十六名進士。正德七年（1512年）五月选授南京广西道試監察御史，十年五月考察以才力不及降一级调外任，降東平州判官。

## 家族
曾祖馬景昌；祖父馬□；父馬囗。前母梁氏；母殷氏。慈侍下。